# Buslijn 393
De RATP buslijn 393 is een HOV-buslijn, de lijn kwam op 10 september 2011 in dienst. De lijn verbindt Thiais–Carrefour de la Résistance met het station Sucy–Bonneuil aan de RER A.
Buslijn 393 is ingesteld om het reizen binnen het departement Val-de-Marne te vereenvoudigen.
Om een snelle en comfortabele verbinding te bieden rijdt de lijn over het volledige traject over een vrije busbaan, hierdoor valt de 11,6 km lange lijn onder de “Mode T”, de administratieve naam voor de tramlijnen van de RATP. Door deze status staat lijn 393 gelijk aan de tramlijnen van de RATP.

## Route en Haltes
De 393 verbind Carrefour de la Résistance in Thiais met het RER station Sucy-Bonneuil via Choisy-le-Roi, Créteil, Valenton en Bonneuil-sur-Marne

### Haltelijst
|  |   |  | Halte                              |  | Zone | Plaats             | Overstapmogelijkheden |
|  | - |  | ---------------------------------- |  | ---- | ------------------ | --------------------- |
|  | o |  | Carrefour de la Résistance         |  | 3    | Thiais             |                       |
|  | o |  | Victor Basch                       |  | 3    | Thiais             |                       |
|  | o |  | Georges Halgoult                   |  | 3    | Thiais             |                       |
|  | o |  | René Panhard                       |  | 3    | Thiais             |                       |
|  | o |  | Rouget de Lisle                    |  | 3    | Choisy-le-Roi      |                       |
|  | o |  | Choisy-le-Roi RER                  |  | 3    | Choisy-le-Roi      | RER C                 |
|  | o |  | Pasteur                            |  | 3    | Choisy-le-Roi      |                       |
|  | o |  | Marcelin Berthelot                 |  | 3    | Choisy-le-Roi      |                       |
|  | o |  | Parc Interdépartemental des Sports |  | 3    | Choisy-le-Roi      |                       |
|  | o |  | Pompadour                          |  | 3    | Créteil            | RER D                 |
|  | o |  | Basse Quinte                       |  | 3    | Créteil            |                       |
|  | o |  | Val Pompadour                      |  | 3    | Valenton           |                       |
|  | o |  | Faculté des Sports                 |  | 3    | Créteil            |                       |
|  | o |  | Pointe du Lac                      |  | 3    | Créteil            | M 08                  |
|  | o |  | Europarc                           |  | 3    | Créteil            |                       |
|  | o |  | Stade de Bonneuil                  |  | 3    | Bonneuil-sur-Marne |                       |
|  | o |  | Messidor - Libertés                |  | 3    | Bonneuil-sur-Marne |                       |
|  | o |  | Rhin et Danube                     |  | 4    | Bonneuil-sur-Marne |                       |
|  | o |  | Petits Carreaux                    |  | 4    | Sucy-en-Brie       |                       |
|  | o |  | Sucy-Bonneuil RER                  |  | 4    | Sucy-en-Brie       | RER A                 |

(De vetgedrukte haltes dienen soms als begin en/of eindhalte)

## Rollend materieel

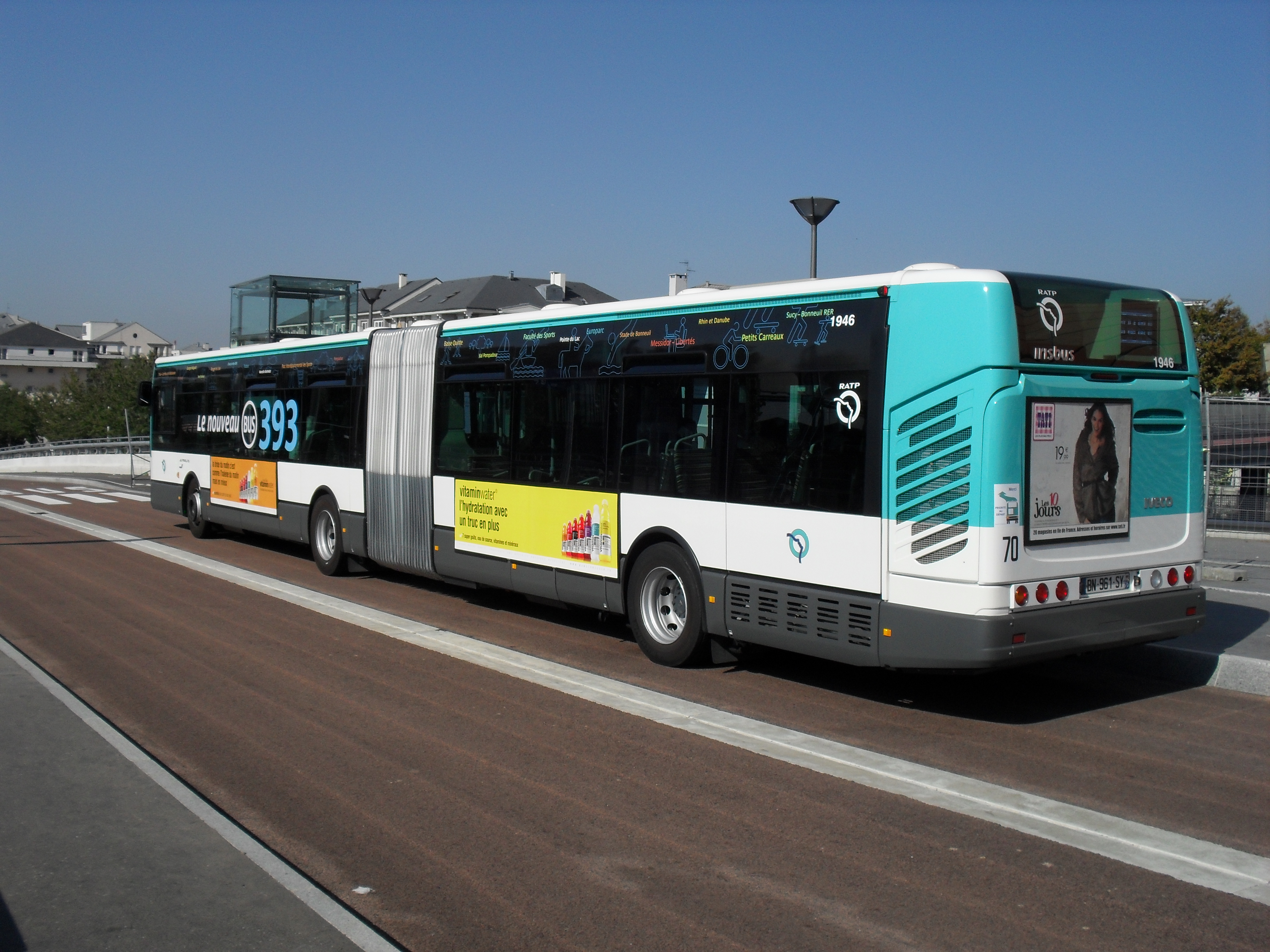
Een Citelis 18 met busnummer 1945 aan het station Pointe du Lac.

De lijn wordt uitgevoerd met 19 bussen van het type Irisbus Citelis 18. Er wordt ook een voertuig van het type Irisbus Crealis getest.

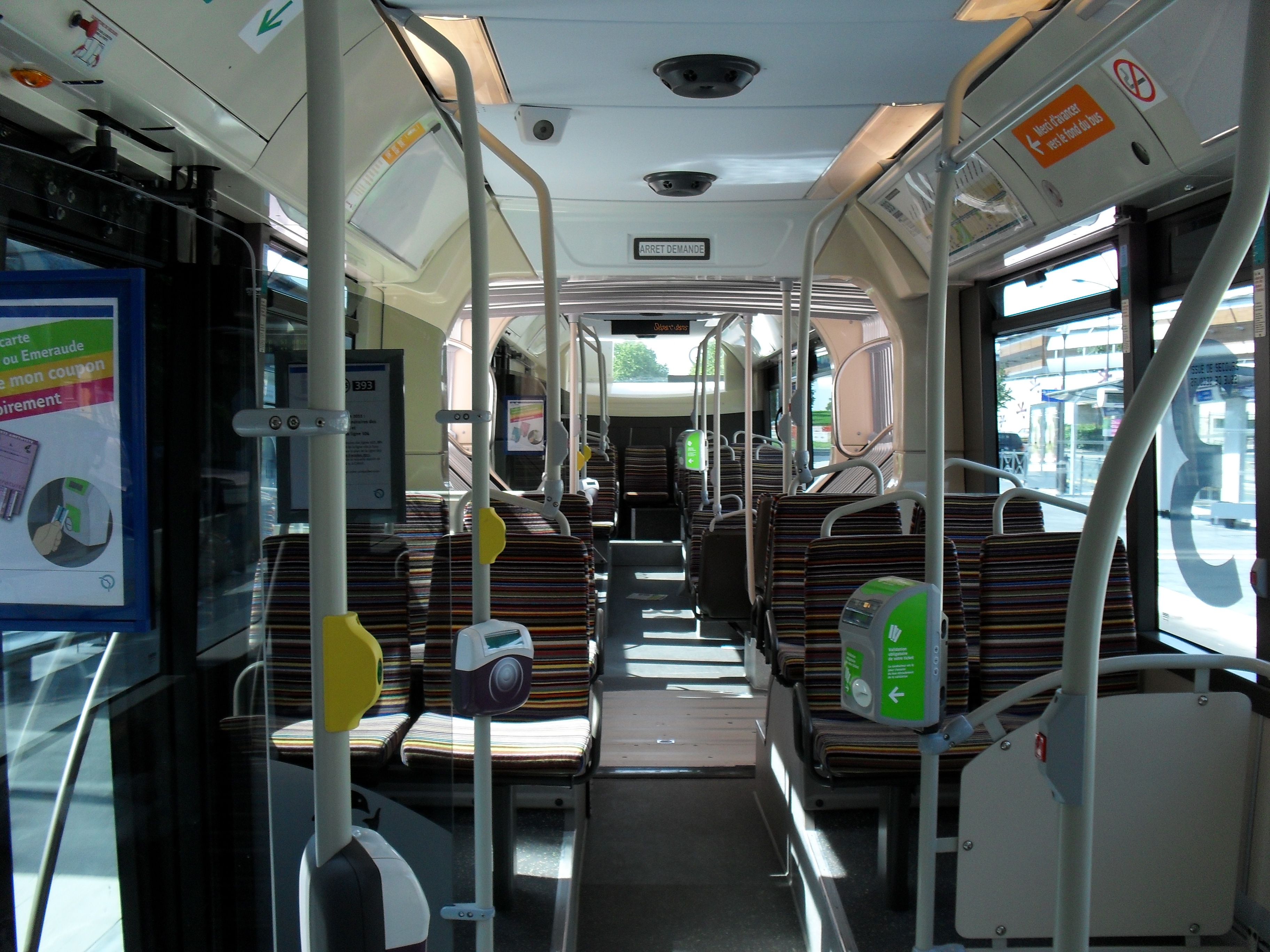
Interieur van een Citelis 18 van de 393.
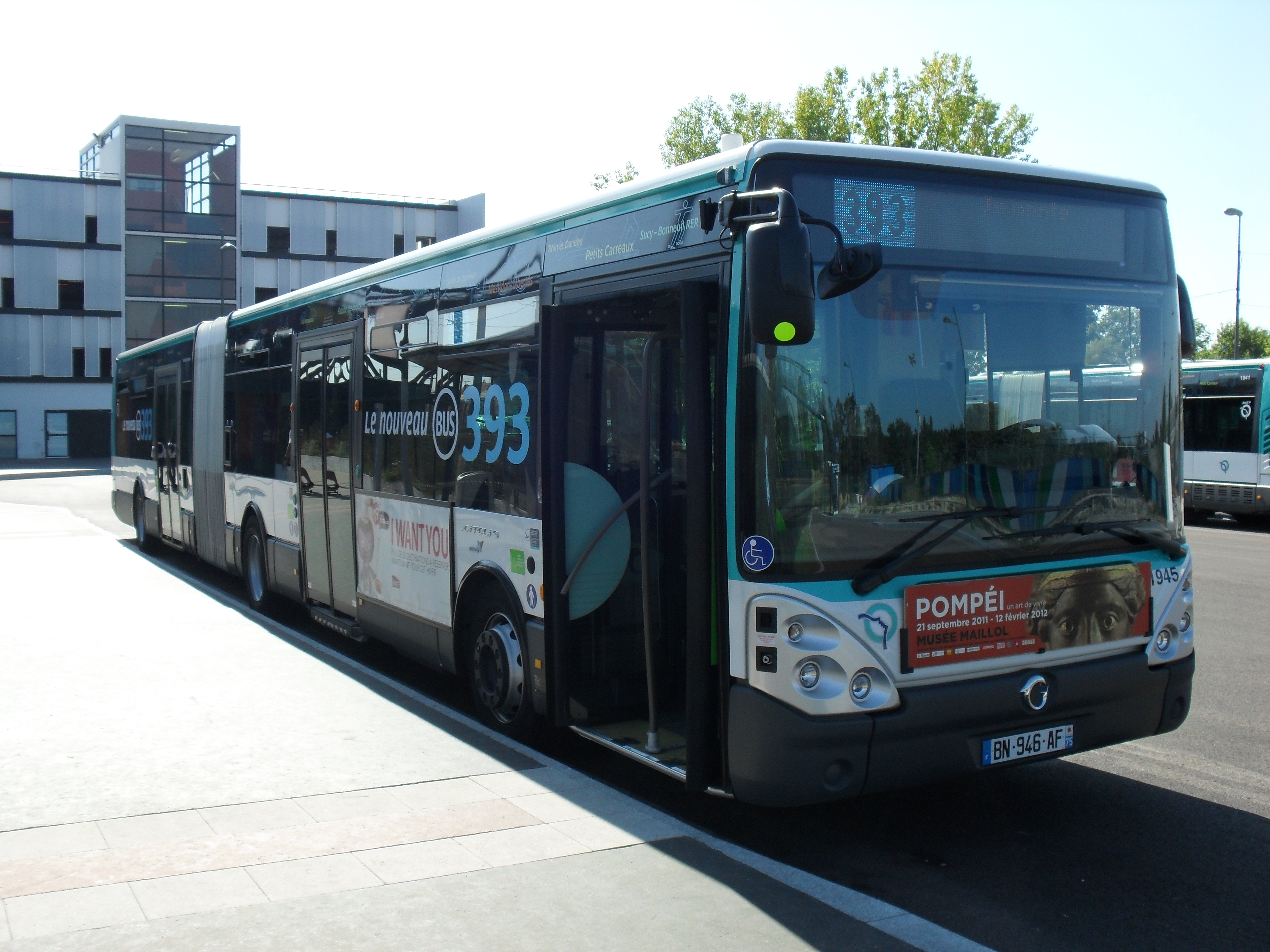
Citelis 18 Een bus van lijn 393 aan het eindpunt Sucy-Bonneuil.
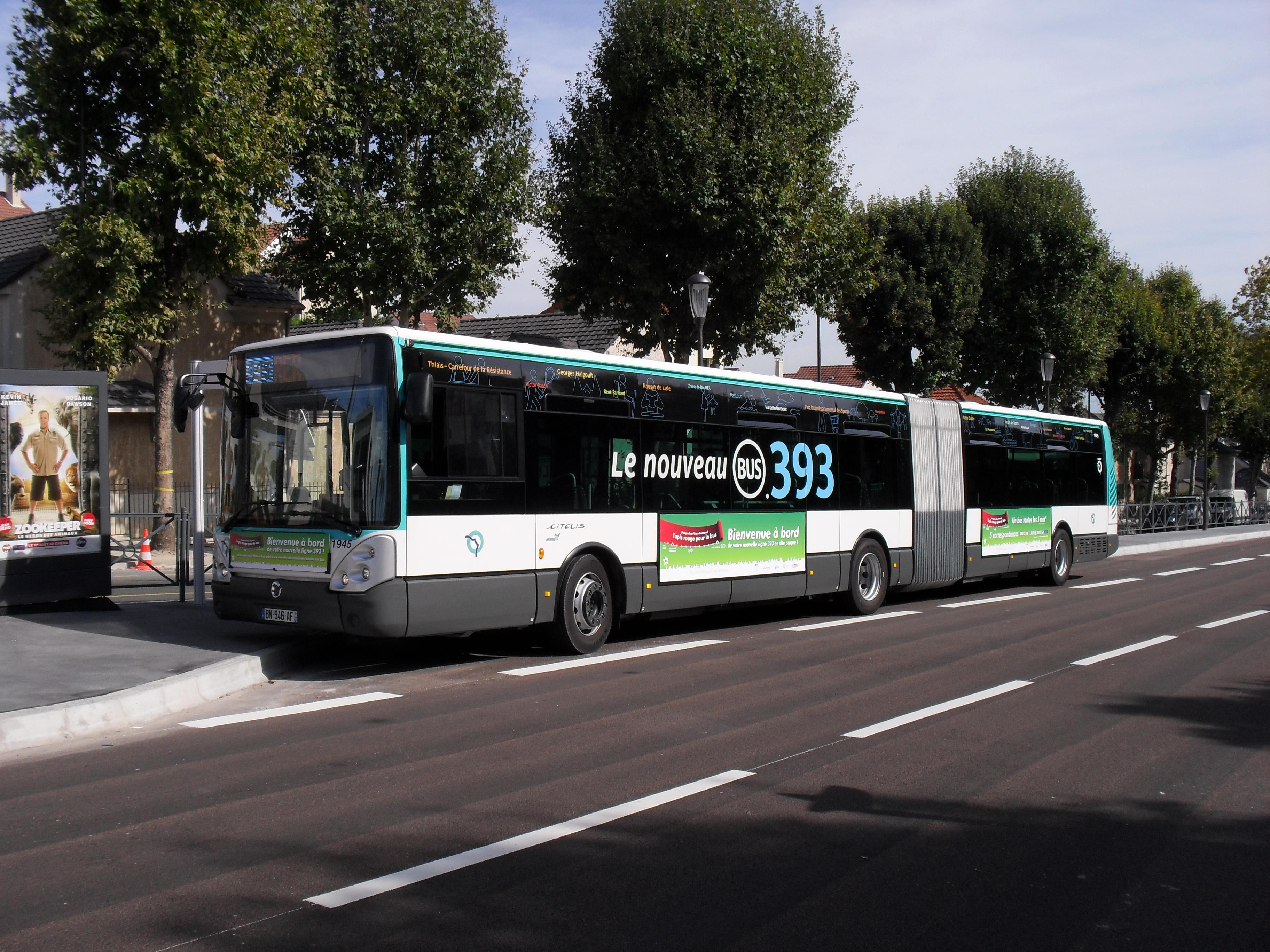
Een Citelis 18 aan het eindpunt Thiais - Carrefour de la Résistance.
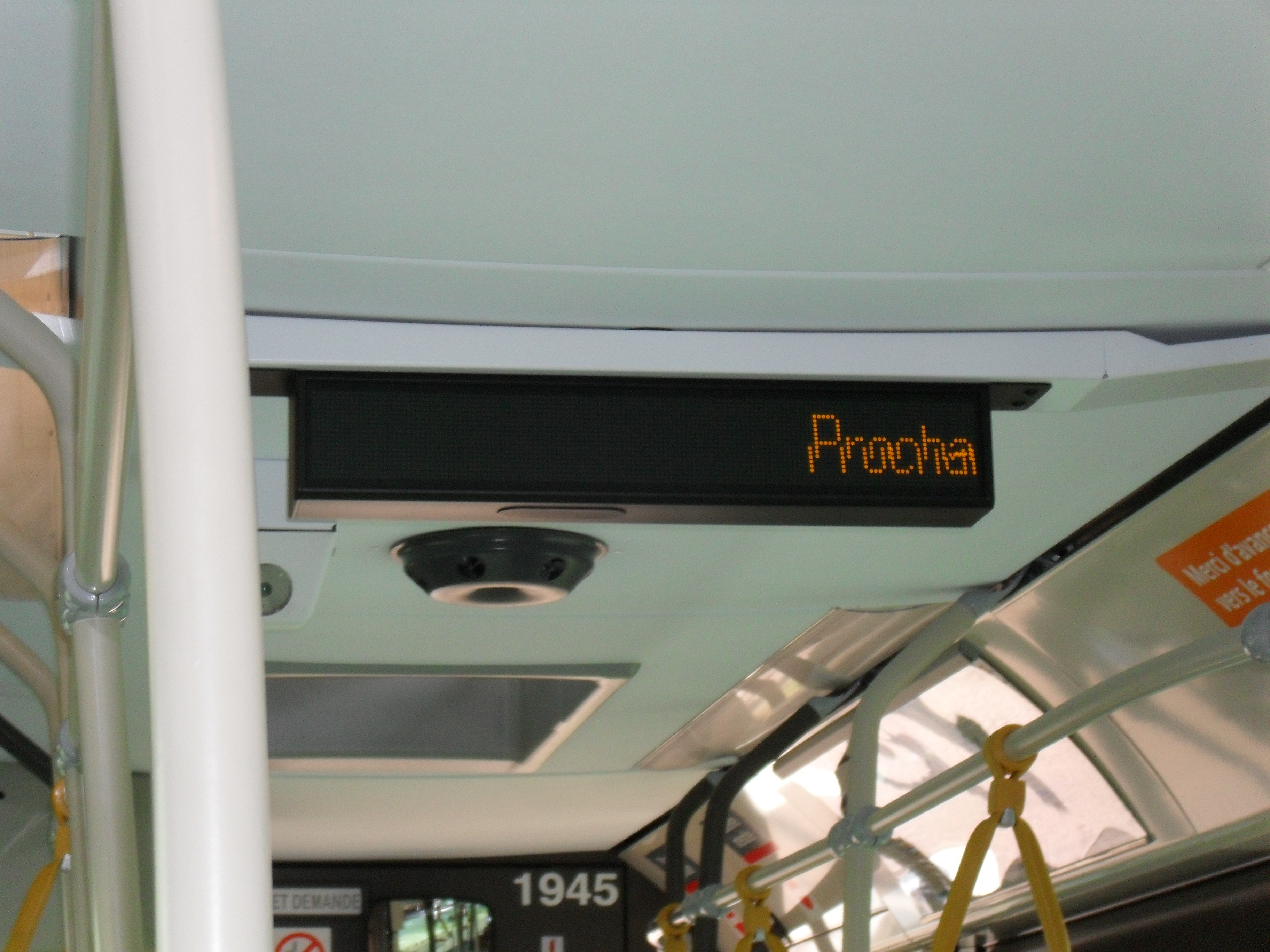
Reizigersinformatie aan boord van de bus.

## Tarifiatie en financiering

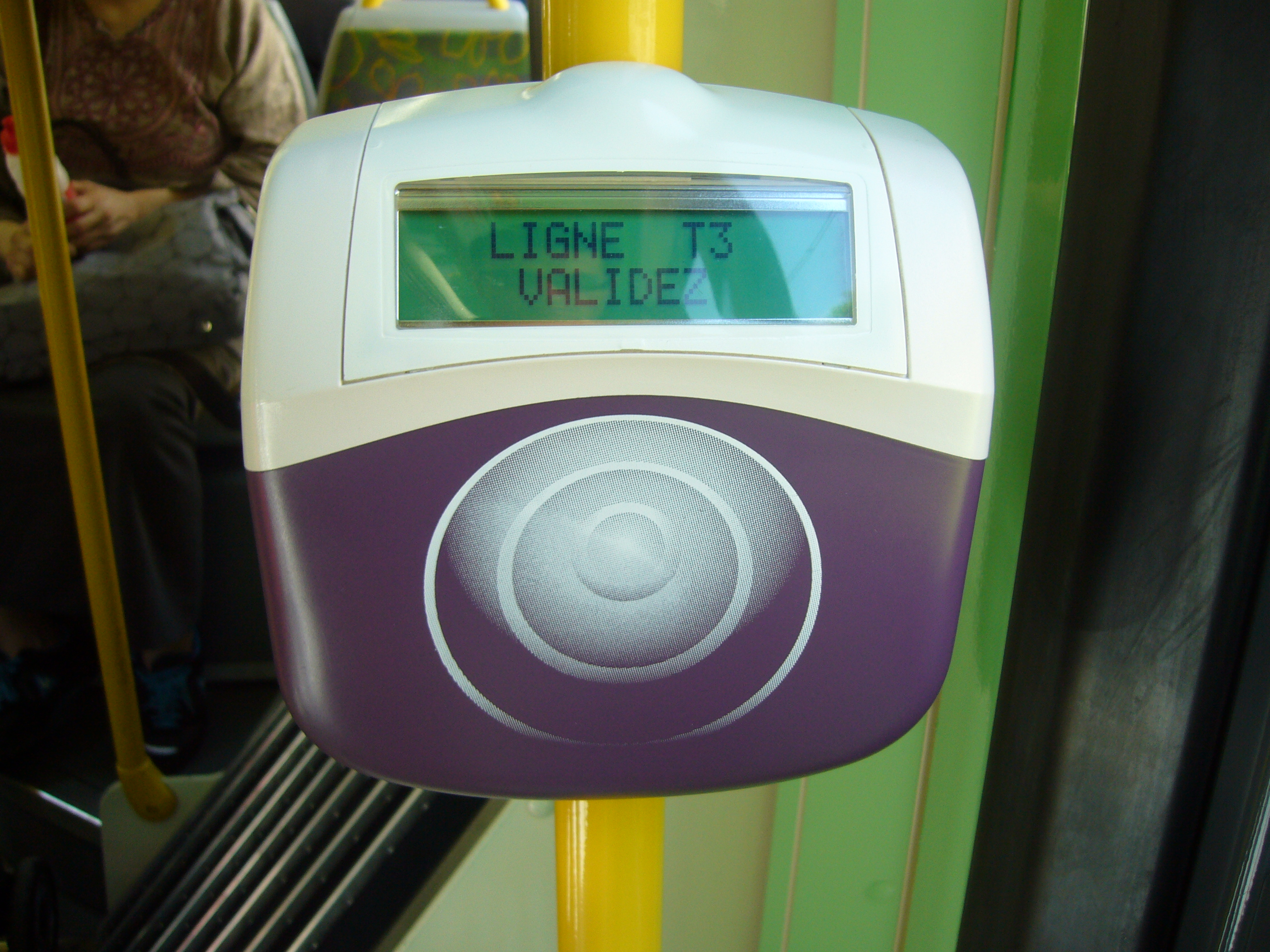
Kaartlezer voor Passe Navigo-kaarten, zoals aanwezig in trams en bussen.

De tarificatie bij de RATP is hetzelfde als bij alle andere busmaatschappijen in de regio, en op de verschillende lijnen zijn ook dezelfde abonnementen geldig. Het Ticket t+ is het eenvoudigste vervoersbewijs van Île-de-France. Het is geldig bij de RER binnen Parijs, in de metro, in trams en in bussen van de RATP of van OPTILE. Het wordt in losse vorm en in sets van 10 stuks verkocht en biedt de mogelijkheid om binnen 90 minuten onbeperkt van bus of tram over te stappen. Het is echter niet mogelijk over te stappen van metro of RER naar een bus of tram en vice versa, of van een metrolijn naar de Funiculaire de Montmartre en vice versa. Er zijn ook verschillende abonnementen te koop.
De kosten voor de exploitatie van de lijnen (onderhoud, materieel en personeelskosten) zijn de verantwoordelijkheid van de exploitant. Echter zijn de inkomsten van de vervoersbewijzen lang niet genoeg om de kosten voor de exploitatie te dekken. Het verschil tussen deze twee wordt gecompenseerd door middel van subsidies, verleend door de vevoersautoriteit STIF, die deze betaalt van vervoersbelastingen voor bedrijven.